# Umeå internationella gymnasium
Umeå internationella gymnasium, även kallad UIG, var en fristående gymnasieskola i Umeå som grundades år 2000. Skolan drevs utan vinstintresse av Folkuniversitetet och Umeå studentkår. Skolan var belägen i centrala Umeå, granne med Minervaskolan och Umeå tingsrätt, och bedrevs med en tydligt internationell prägel med flera utbyten med länder som England, Tyskland, Spanien, Frankrike och Ghana. 
Skolan var en av Umeås minsta gymnasieskolor med ungefär 100 elever. Den hade sista läsåret 46, och bristande elevunderlag var anledningen till nedstängningen.
Skolan hade tre olika linjer: samhällsvetenskapsprogrammet, humanistiska programmet samt det estetiska programmet, med inriktningarna scen och musikproduktion.
Skolan lades ner i juni år 2019.